# Мефодій (Петровцій)
Мефо́дій (Петровцій) (* 30 жовтня 1941 — † 13 вересня 2013) — український православний діяч, архієрей УПЦ МП.

## Біографія
Петровцій Дмитро Іванович народився 30 жовтня 1941 року у селі с. Заднє (Закарпаття) Угорщина. Батько — Петровцій Іван Іванович був селянином, православною людиною. Мати — Петровцій (до шлюбу Бодорович) Ганна Андріївна була домогосподаркою, благочестивою жінкою. Уся родина духовно окормлялася у Свято-Серафимівському жіночому монастирі до його закриття. Молодший брат Микола є архієреєм УПЦ (див. Марк (Петровцій)) і очолює Хустську єпархію УПЦ (МП), яку в свій час очолював сам Мефодій (Петровцій).
Після служби в радянській армії (1961-1964) вступив до Московської духовної семінарії, після закінчення якої (1969) продовжив навчання у Московській духовній академії. Завершив навчання в академії у 1973 році з ступенем кандидата богослов'я.

### Іночество
Ще до військової служби, юний Дмитро почав долучатися до чернечого життя. Відразу після закінчення середньої школи (1957) пішов послушником у Троїцьку пустинь, що під Хустом в Закарпатській області. 1959-го р. перейшов у Почаївську лавру.
З 1964 року Дмитро Петровцій ніс послух в (монастирі Святого Духа у Вільнюсі).
Ще будучи семінаристом майбутній архієрей прийняв чернечий постриг (березень 1969) з ім'ям Мефодій на честь Св. рівноап. Мефодія Солунського. Того ж року, 27 квітня інок Мефодій був рукоположений у ієродиякона, а вже 14 грудня — в ієромонаха.
1973-го р. Мефодій (Петровцій) повернувся до Свято-Духівського монастиря у Вільно, де короткий час був регентом-уставщиком братського хору, а після — благочинним обителі. У 1979 році був возведений в сан ігумена, а 1982-го — архімандрита.
Направлений до Св.-Духівського монастиря. Ігумен (1979). Архімандрит (1982).
Духівник Серафимівського жіночого монастиря в с. Приборжавське Іршавського р-ну Закарпатської обл. (1990).
5 квітня 1990 року Мефодій (Петровцій) повернувся у рідне село, де став духівником в Серафимівському монастирі, що в Приборжавському Іршавського району Закарпатської області.

### Архієрейське служіння
29 липня 1994 року шляхом поділу Мукачівської єпархії було створено нову Хустську єпархію.
Першим єпископом Хустським і Виноградівським став архімандрит Мефодій (Петровцій). Його єпископську хіротонію було звершено 30 липня 1994 року у Миколаївському соборі Покровського жіночого монастиря.
За єпископства владики Мефодія новостворена єпархія активно розбудовувалась. Водночас, стан здоров'я не дозволив йому продовжувати архієрейське служіння. У зв'язку з цим, 22 листопада 1998 року Священний синод УПЦ задовільнив прохання владики вдпустити на покій.

### Завершення земного шляху
Тривалий час архієрей на спокої проживав в Іоанно-Богословському монастирі.
13 вересня 2013 року після тривалої хвороби владика Мефодій (Петровцій) відійшов у вічність.
Останні свої дні він провів в Малій Угольці, неподалік могили свого духівника і наставника прп. Іова Угольського. Незважаючи на віддаленість Малої Угольки, 14 вересня 2013 року проститися з архіпастирем приїхали з різних куточків Закарпаття і всієї України. Чин відспівування у місцевій Дмитріївській церкві очолили Високопреосвященнійші Марк (Петровцій) та Феодор (Мамасуєв). Після богослужіння тіло Преосвященного єпископа Мефодія, згідно з його заповітом, було поховано поряд з могилою прп. Іова Угольского, на церковному цвинтарі.

## Праці
- «Царство Божие и православное пастырство» (кандидатська робота), 1974
- Мефодий (Петровцы), иеромонах. Блаженны слышащие и исполняющие слово Божие // Журнал Московской Патриархии. М., 1974. № 10 (ЖМП). 38-39.

## Нагороди
- Хрест з прикрасами (1982)
- Хрест з прикрасами (1993)